# TOI-1338
TOI-1338 è una stella binaria situata nella costellazione del Pittore, distante circa 1300 anni luce dal sistema solare. Nel gennaio 2020 attorno alle due stelle è stato scoperto un pianeta circumbinario tramite il telescopio spaziale TESS, con il metodo del transito; ad accorgersi del transito è stato lo studente diciassettenne di un liceo, Wolf Cukier, analizzando le curve di luce catturate da TESS, e lo stesso ha poi presentato la ricerca durante una riunione dell'American Astronomical Society a Honolulu, il 6 gennaio 2020. Nel 2023, è stato scoperto un secondo pianeta, con il metodo della velocità radiale.

## Sistema stellare
Il sistema è formato da una stella del 10% più massiccia del Sole e con un raggio di 1,3 R⊙, e da una debole nana rossa avente una massa circa un terzo di quella del Sole. Orbitano attorno al centro di massa del sistema ogni 14,6 giorni a una distanza di 0,13 UA, ed essendo il piano orbitale visto di taglio dalla Terra si eclissano a vicenda, solo parzialmente quando è la secondaria che passa davanti alla primaria.

## Sistema planetario

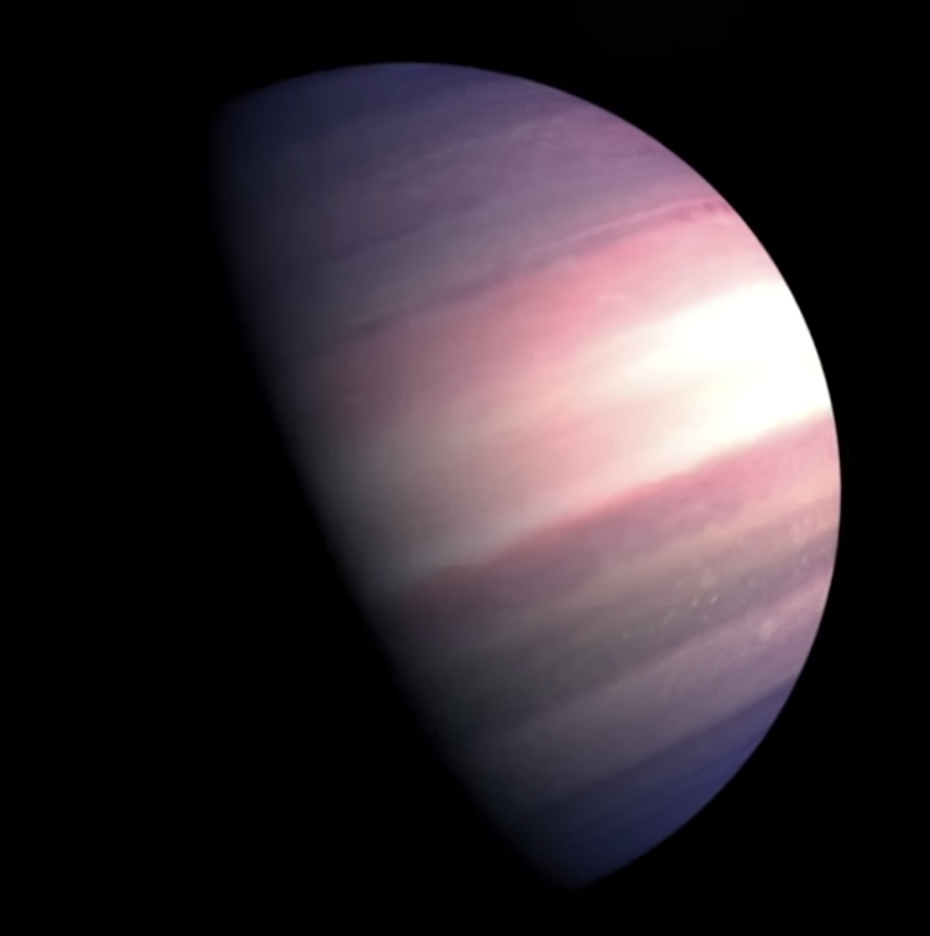
Immagine artistica di TOI 1338 b

Non è semplice la scoperta di pianeti circumbinari, poiché i transiti sono irregolari, a causa del movimento delle due stelle. Durante le osservazioni che hanno portato alla scoperta, Wolf Cukier pensava inizialmente che il calo di luminosità fosse dovuto a un transito della debole stella secondaria davanti alla principale, tuttavia i tempi di transito non coincidevano e ciò suggeriva che un altro corpo era presente nel sistema.
Simulazioni al computer hanno dimostrato che l'orbita del pianeta è stabile per almeno i prossimi 10 milioni di anni, tuttavia l'angolo da cui vediamo l'orbita cambia leggermente e farà sì che i transiti termineranno nel 2023, per riprendere otto anni dopo. 
TOI 1338-b è certamente un gigante gassoso, in quanto il suo raggio è stato stimato in 0,6 rJ, vale a dire quasi 7 volte il raggio terrestre e una densità paragonabile a quella di Saturno. Orbita attorno alle due stelle in 95 giorni. e il suo semiasse maggiore è di 0,45 UA; non si trova comunque all'interno della zona abitabile, essendo troppo vicino alla coppia di stelle e la temperatura sarebbe superiore ai 700 K.
La zona abitabile del sistema è compresa tra 1,3 e 2,3 UA dal baricentro del sistema, e secondo una simulazione del 2021 l'orbita di un pianeta terrestre circumbinario nella zona abitabile sarebbe dinamicamente stabile per lunghi periodi di tempo. Tuttavia non è possibile il rilevamento di tali pianeti con metodi astrometrici o con la velocità radiale, in quanto i segnali sarebbero troppo piccoli per essere misurati con l'attuale strumentazione.
Nel 2023 è stato scoperto con il metodo della velocità radiale un altro pianeta circumbinario. Se il pianeta già noto, TOI-1338 b, è stato il primo pianeta circumbinario scoperto dal telescopio spaziale TESS (con il metodo dei transiti), TOI-1338 c è il primo pianeta circumbinario scoperto in assoluto col metodo della velocità radiale. TOI-1338 c è anch'esso un gigante gassoso avente una massa del 20% di quella di Giove e orbita attorno alla stella in un periodo di 215,5 giorni. A causa della binarietà del sistema e dell'eccentricità orbitale del pianeta, la temperatura di equilibrio di TOI-1338 c varia tra 603 e 659 kelvin.

### Prospetto del sistema
| Pianeta | Massa        | Raggio       | Densità    | Periodo orb.     | Sem. maggiore | Eccentricità | Incl. orbita | Scoperta |
| ------- | ------------ | ------------ | ---------- | ---------------- | ------------- | ------------ | ------------ | -------- |
| b       | <21,8 M⊕     | 6,85±0,19 r⊕ | 0,36 g/cm³ | 95,2 giorni      | 0,4491 UA     | 0,093        | 89,22°       | 2020     |
| c       | 65,2±11,8 M⊕ | —            | —          | 215,5±3,3 giorni | —             | <0,16        | —            | 2023     |